# Csöde
Csöde là một thị trấn thuộc hạt Zala, Hungary. Thị trấn này có diện tích 10,61 km², dân số năm 2010 là 74 người, mật độ 7 người/km².